# Synagoga El Tránsito w Toledo
Synagoga El Trasito w Toledo (hiszp. Sinagoga del Tránsito) – synagoga znajdująca się w Toledo w Hiszpanii. Jest najstarszą zachowaną synagogą w mieście.
Synagoga została zbudowana w latach 1356–1357, z inicjatywy Samuela Leviego, w stylu mudejar. Po wygnaniu Żydów w 1492 roku synagoga została przeznaczona na kościół rzymskokatolicki. Obecnie mieści się w niej Muzeum Sefardyjskie, w której prezentowane są eksponaty średniowiecznej kultury żydowskiej w Toledo.

## Synagoga El Tránsito

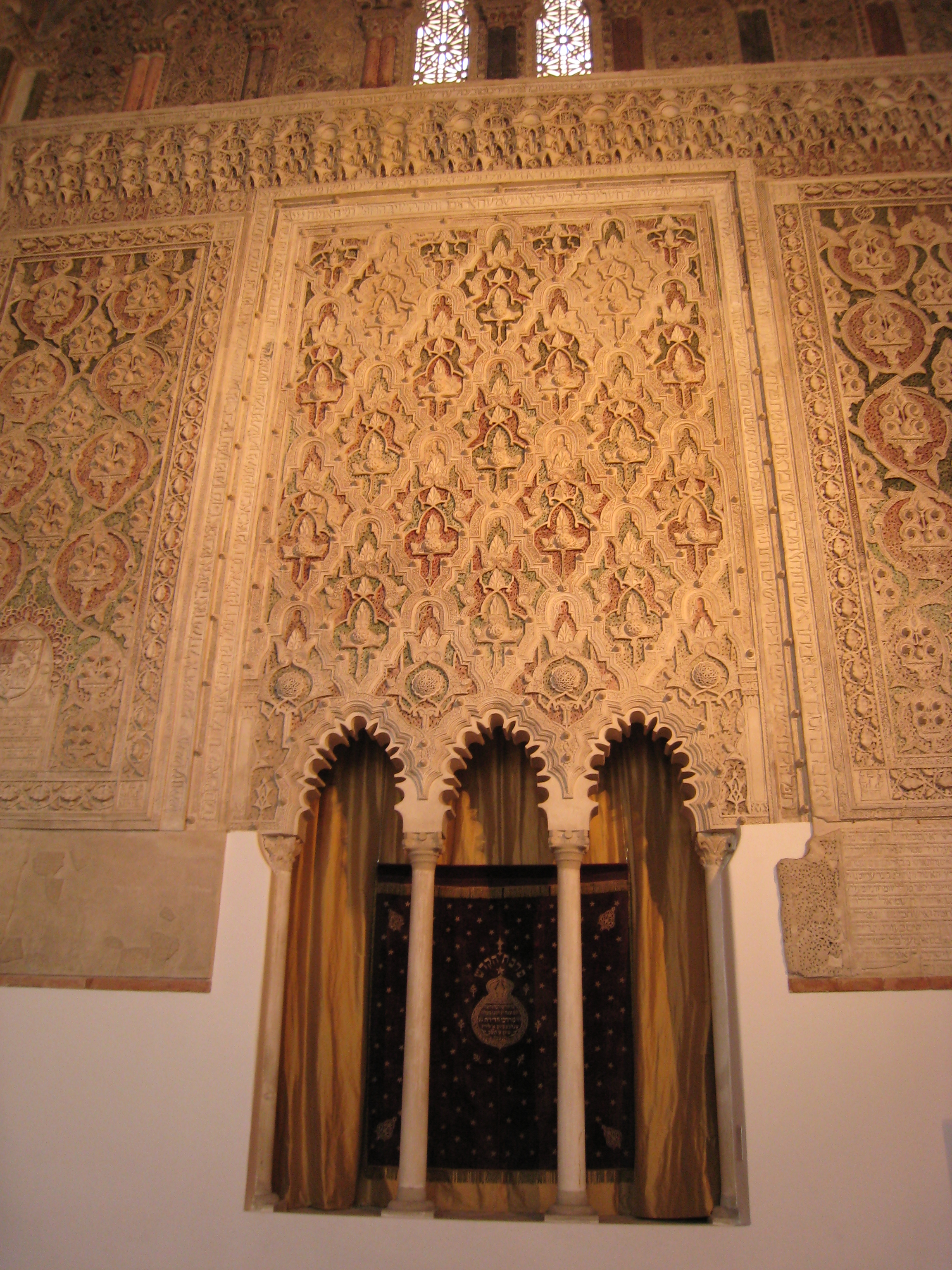
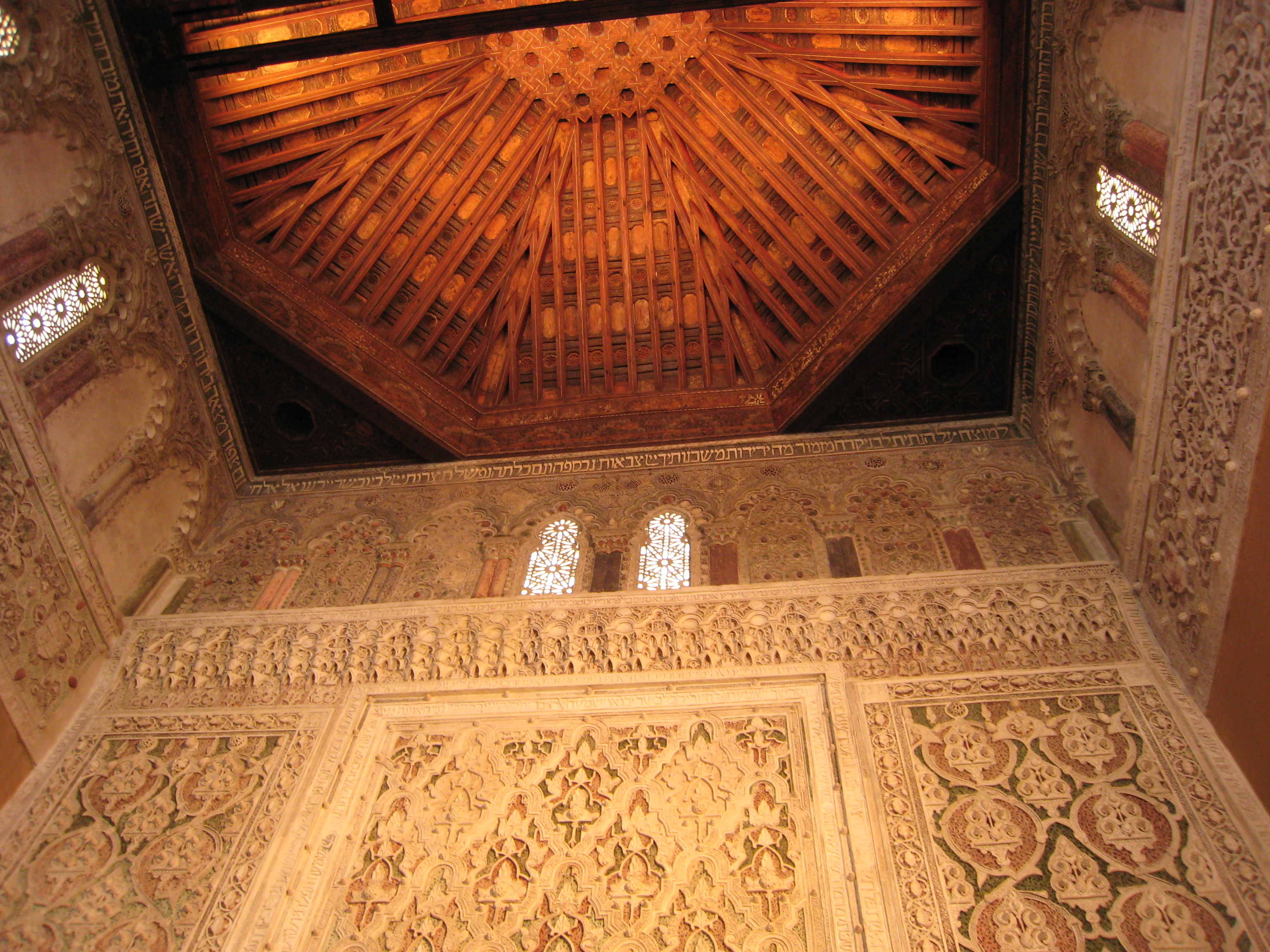
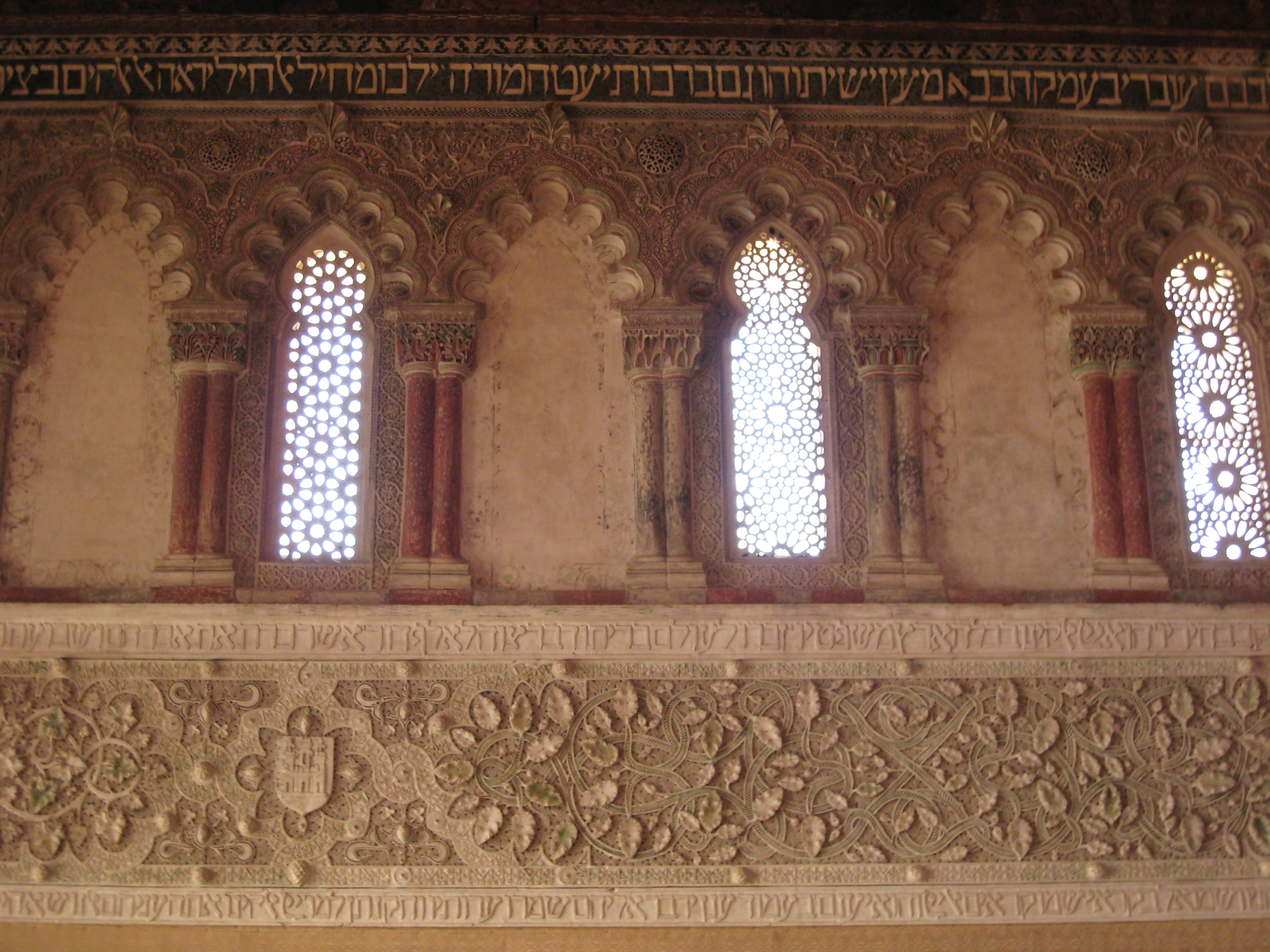
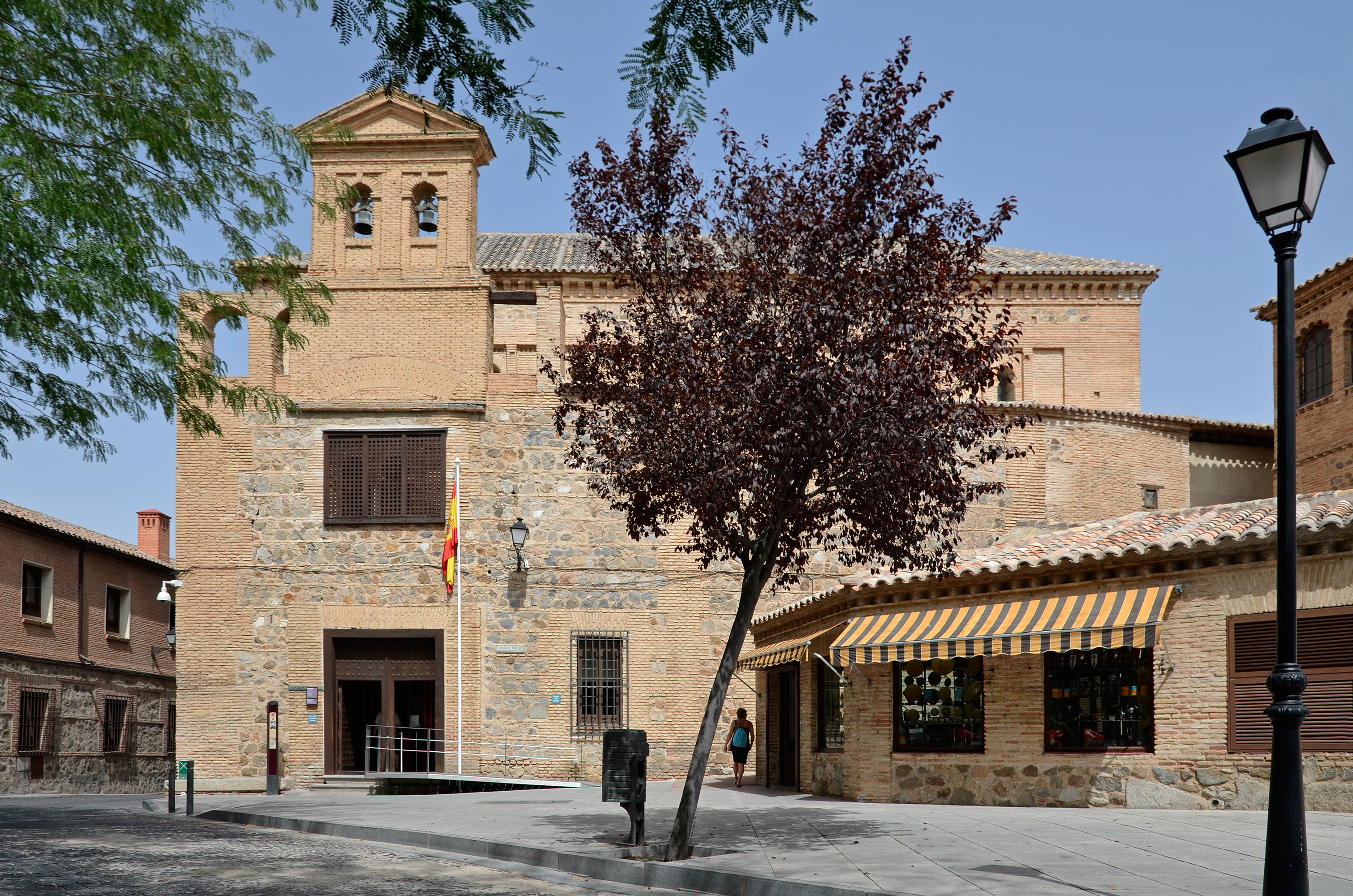
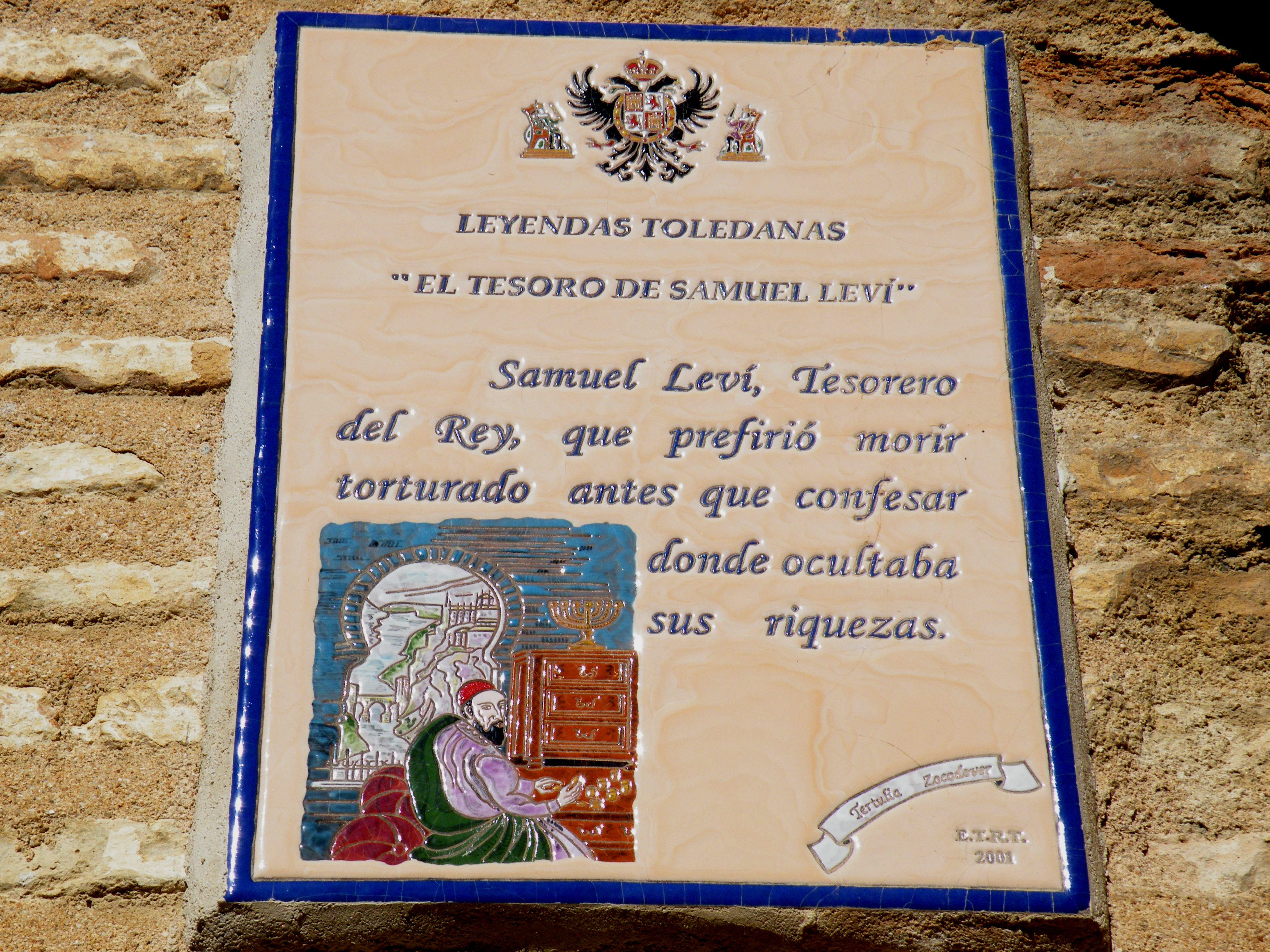
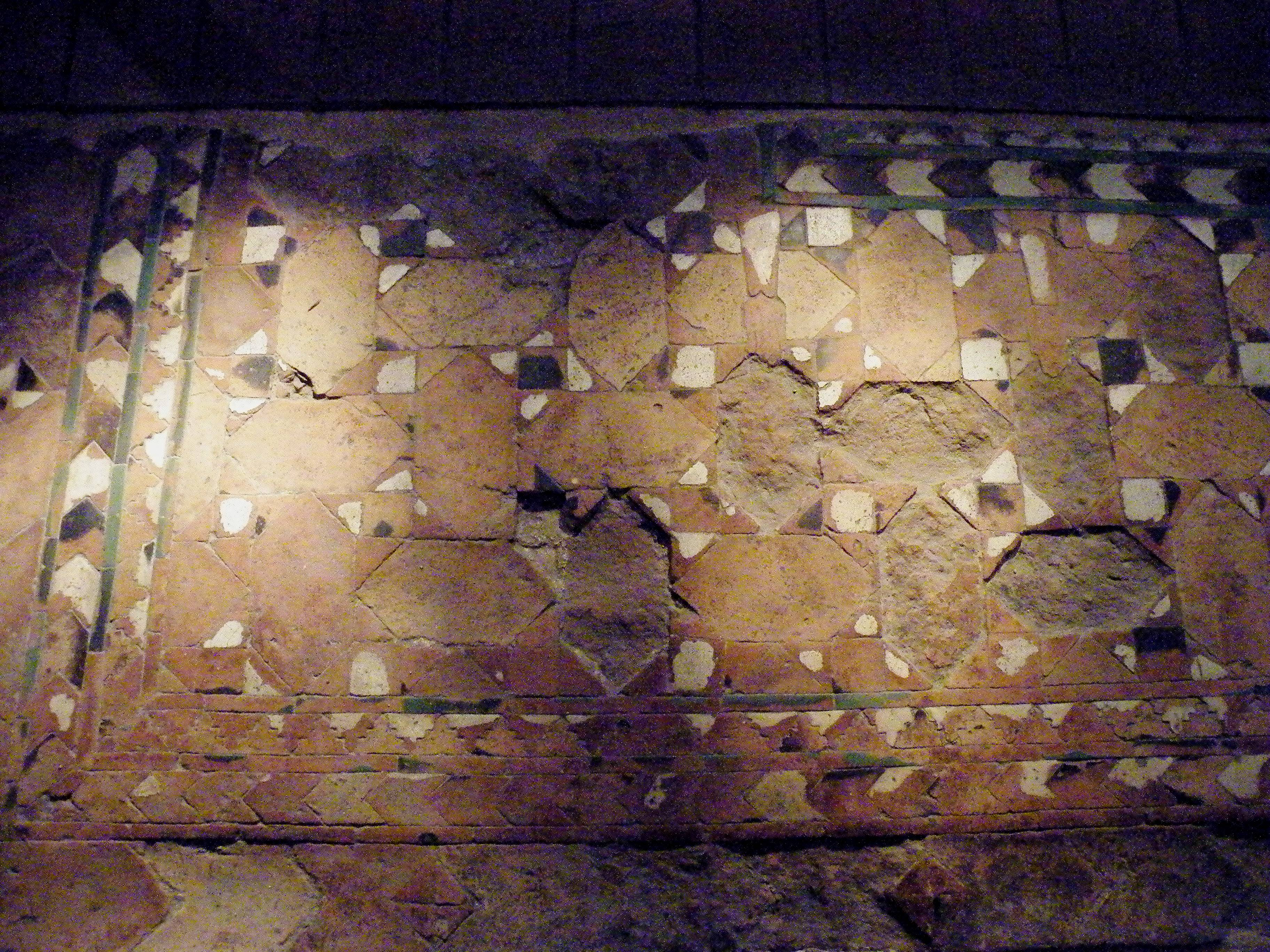
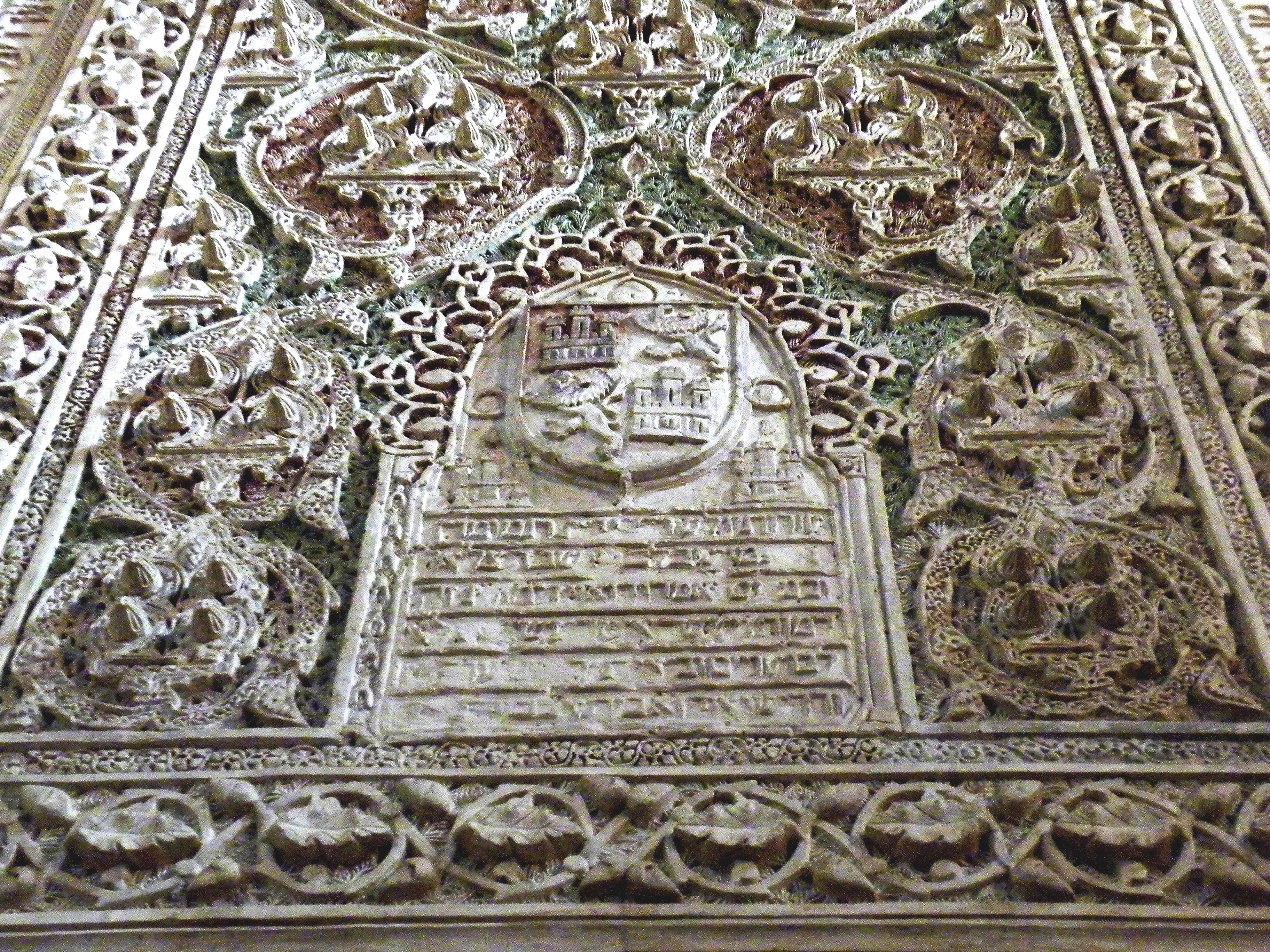
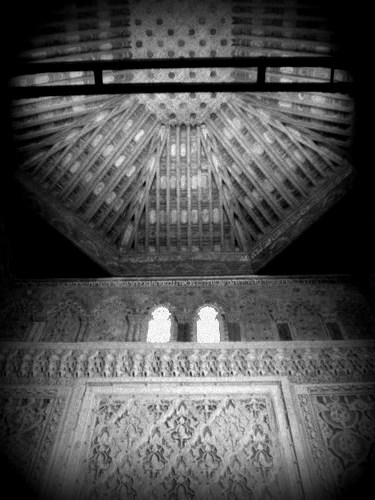
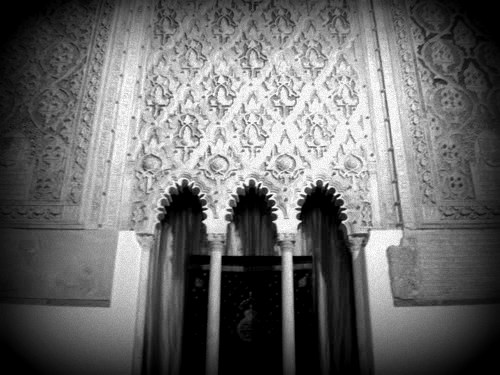
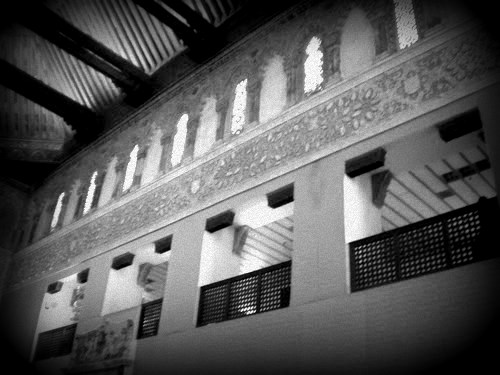
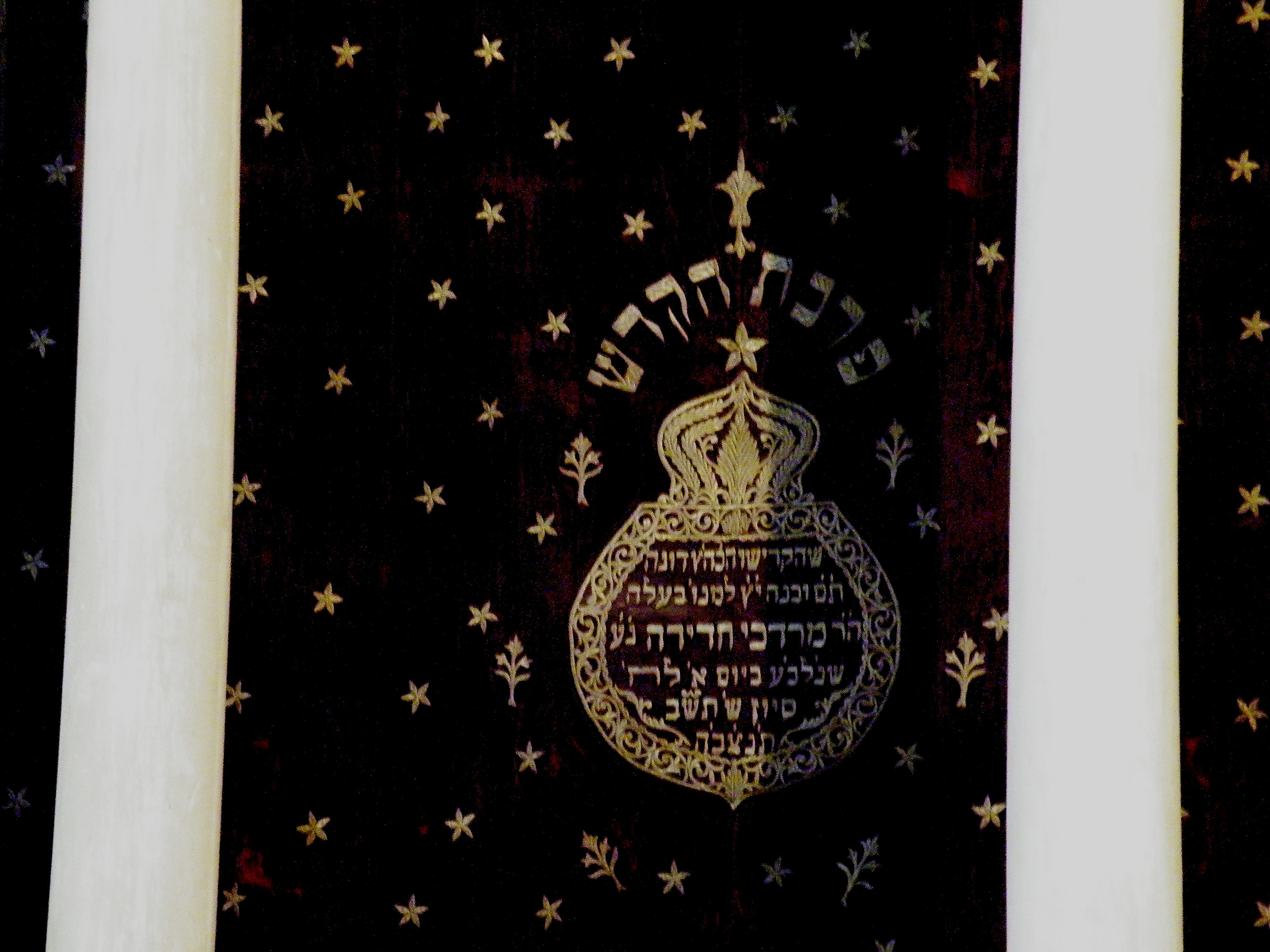